# Rachel Pignot
Pour les articles homonymes, voir Pignot.
Rachel Pignot est une chanteuse et comédienne française née le 3 mai 1979 à Paris. Elle est connue pour avoir interprété des chansons de films Walt Disney Pictures.

## Biographie
Fille du comédien et metteur en scène Yves Pignot, elle commence à sept ans le solfège et le piano, puis apprend la guitare. Mais c'est le chant qui devient sa passion, au point qu'elle arrête ses études pour s'y consacrer à plein temps.
À l'adolescence, elle intègre le conservatoire à rayonnement régional de Rouen en classe de chant et suit des cours de théâtre au conservatoire Erik-Satie dans le 7e arrondissement de Paris. Parallèlement, elle prend des cours de dessin aux Beaux-Arts jusqu'en 1997.
En 1998, elle intègre l'Académie internationale de danse de Paris pendant six mois, après y avoir appris les claquettes durant cinq ans. La même année, elle intègre le groupe vocal Opus Tribu qu'elle quitte en 2003 pour le groupe La Tangente.
En 1999, elle passe l'audition pour le rôle de Juliette dans la comédie musicale Roméo et Juliette. Elle n'obtient pas le rôle mais est rappelée un an plus tard pour doubler la Nourrice et Lady Capulet[réf. nécessaire], pendant deux années.
Elle entame parallèlement une carrière dans le doublage. En 2001, elle est choisie pour être la voix chantée de Blanche-Neige dans la version remasterisée en DVD du classique d'animation de 1937, puis en 2007, celle de la princesse Giselle dans le film Il était une fois.
En 2007, elle intègre la troupe de la comédie musicale Le Prince et le Pauvre, puis en 2012, celle de Sister Act.
Avec sa sœur, Rosalie Symon, elle a formé un duo vocal, Les Frangines, qui reprend le répertoire des Sœurs Étienne.
En 2014, Michel Legrand lui confie le rôle de Lucie Dreyfus, dans Dreyfus, un opéra populaire inédit. Et France Musique l'invite à interpréter en direct des œuvres de Claude-Michel Schönberg.
Elle a participé à de nombreux spectacles tels que Les Misérables et Sister Act (Théâtre Mogador),.Elle est aussi choriste pour les albums de Julien Clerc, Grand Corps Malade, Vanessa Paradis, Benjamin Biolay

## Théâtre
- 1998 : Mariez-moi
- 1999-2000 : Les Femmes savantes de Molière
- 2000 : La Quenouille de Barberine
- 2003 : Le Long Voyage vers la nuit d'Eugene O'Neill
- 2006 : C'est fini la mer
- 2007-2008 : Le Prince et le Pauvre, comédie musicale de Ludovic-Alexandre Vidal et Julien Salvia
- 2008-2010 : Coups de foudre, comédie musicale de Gabrielle Laurens, Jean-Baptiste Arnal et Catherine Robert : Cassandre
- 2010-2012 : Les Frangines chantent les Sœurs Étienne
- 2011 : René l'énervé de Jean-Michel Ribes et Reinhardt Wagner : l'infirmière / une opposante / une écolo
- 2012-2013 : Sister Act, comédie musicale de Steinkellner, Steinkellner, Beane, Slater et Menken : ensemble / doublure Sœur Marie-Patrick
- 2012-2016 : Naturellement belle, comédie musicale de Raphaël Callandreau et Rachel Pignot
- 2013 : Le Plus Heureux des trois de Eugène Labiche, mise en scène Didier Long : Lisbeth
- 2014 : Dreyfus, opéra « populaire » de Michel Legrand et Didier van Cauwelaert : Lucie Dreyfus
- 2016 : Le Barber Shop Quartet au théâtre l'Archipel
- 2023 : Drôle de Jam : Essaion Avignon

## Doublage

### Cinéma

#### Films
- 2005 : Le Fantôme de l'Opéra : Meg (voix chantée)
- 2006 : La Mélodie du bonheur : sœur Sophie (chant, redoublage partiel)
- 2007 : Il était une fois : Giselle (Amy Adams) (voix chantée)
- 2014 : Brèves de comptoir : ? (?)
- 2022 : Matilda : ? (?)
- 2023 : Luther : Soleil déchu : ? (?)
- 2023 : Wonka : chœurs
- 2024 : Wicked : Nanny Ourse (Sharon D. Clarke) (voix chantée)
- 2024 : Paddington au Pérou : la révérende mère (Olivia Colman) (voix chantée)

#### Films d'animation
- 1937 : Blanche-Neige et les Sept Nains : Blanche Neige (voix chantée, 3e doublage de 2001)
- 2007 : Shrek le troisième : Blanche-Neige
- 2021 : Encanto : La Fantastique Famille Madrigal : voix additionnelles
- 2023 : Sacrées Momies : chœurs

### Télévision

#### Séries télévisées
- 2023 : Lidia fait sa loi : voix additionnelles
- 2023 : Le Pouvoir : voix additionnelles

#### Série d'animation
- 2023 : Ranelot et Bufolet (en) : chœurs du générique